# Méltányos kereskedelem
A méltányos vagy becsületes kereskedelem (angolul fair trade) olyan irányított kereskedelem, amely hangsúlyt helyez arra, hogy a harmadik világbeli termelő megkapja az őt megillető pénzt a terményéért.

## A fair trade definíciója

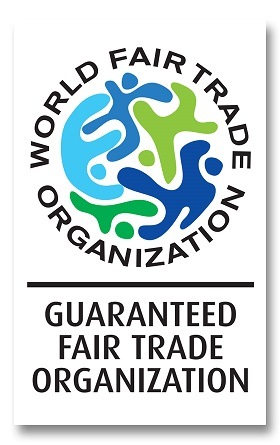
A Fair Trade Szövetség tanúsító emblémája

A legtágabb körben elfogadott definíciót a méltányos kereskedelemre a FINE, a négy fő méltányoskereskedelmi-hálózat informális hálózata alkotta meg:
A méltányos kereskedelem a nemzetközi árucsere szokásos felfogásától eltérő megközelítés. Kereskedelmi partnerséget jelent, amely a hátrányos helyzetű termelők számára hivatott a fenntartható fejlődést előmozdítani elsősorban jobb kereskedelmi feltételek biztosításával, valamint a fejlett országokban folyó szemléletformáló kampányokkal.
(FINE Az Alternatív Kereskedelem Nemzetközi Szövetsége, 1999. áprilisi közgyűlés)

## Története
- Az első méltányos kereskedelem elvén forgalmazó bolt 1958-ban nyílt meg az USA-ban.
- Európában az angliai Oxfam-shop-ok voltak az első lehetőségek, ahol kínai menekültek termékeit lehetett megvásárolni.
- Az első hivatalos Fair Trade szervezet 1964-ben jött létre.
- 1967-ben Hollandiában megalakult a Fair Trade Organisatie import szervezet, mely két évvel később megnyitotta az első „Third World Shop”-ot (Harmadik Világ Boltja).
- 1968-ban Delhiben konferenciát szerveztek az ENSZ égisze alatt, „Trade Not Aid” („kereskedj, ne segélyezz”) jelmondattal.
- Az 1980-as évek végén megalakult az EFTA (European Fair Trade Association - Európai Méltányos Kereskedelmi Egyesülés) mely 11, és az IFAT (International Federation of Alternative Trade - Az Alternatív Kereskedelem Nemzetközi Szövetsége) mely 270 szervezetet foglal magába.
- 1997-ben megalakult az FLO (Fair Trade Labelling Organisations International - Méltányos Kereskedelem Nemzetközi Címkéző Szervezete), mely a termékek minőségéért és címkézéséért felelős.
- 1994-ben megalakulhatott a NEWS! (Network of European World Shops), amely 15 európai ország kb. 3000 boltját képviseli.
- A Fair Trade bekerült a 2000-es Cotonou-i Megállapodásba.
- Az első magyarországi bolt 2006 decemberében nyílt Budapesten.

## Jellemzői
A méltányos kereskedelem a kezdetektől fogva egyfajta jótékonysági kezdeményezés: a rövidtávú kereskedelmi érdeken túllépve a szegény országok kistermelőinek és rajtuk keresztül a helyi közösségeknek igyekszik segíteni. A pszichológiai haszna a jótékonysággal összevetve számottevő. A legszegényebb országok kistermelői érezhetik, hogy munkájukra, termékükre szükség van. A termékeik fogyasztói átlagosan 30-50%-kal többet fizetnek a termékekért, de ezért általában az átlagosnál jobb minőségű termékhez jutnak, és tudják, hogy a többletkiadás társadalmi célokat szolgál. A környezetvédelmi elvárások is egyre fontosabbak a fair trade-ben, a környezeti érdekeket és értékeket is méltányolják.
A mozgalom szervezői az érintett kistermelők piaci stabilitására törekszenek: hosszabb távú szerződéses kapcsolatokat igyekeznek kialakítani a biztonságuk növelésére, valamint az előre fizetés gyakorlata révén bevételeik kalkulálhatóvá válnak, segítve a tervezést és a beruházást. A termelők így nagyobb hatással lehetnek az árujuk feldolgozásával és piacra vitelével kapcsolatos döntésekre. A méltányos kereskedelem bátorítja, hogy a profit egy részét kapacitásnövelésre fordítsák. Ilyen lehet például a termelői csoportok kialakítása, többlet-értéket biztosító berendezések beszerzése, pl. a kávébab feldolgozására. Fontos kiemelni, hogy a méltányos kereskedelemből származó profit nem csak a munkavállaló egyéneknek, hanem az egész közösségnek javára válik.

## Fair trade a divatban

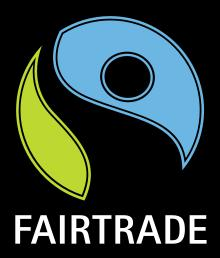
Fair Trade logó

A méltányos kereskedelemnek igen nagy jelentősége van a ruházati termékek körében. A méltányos divatot (fair fashion) azt a törekvést jellemzi, amelynek célja az emberi szenvedés, kizsákmányolás megszüntetése a ruházati cikkek gyártási folyamatában, a nyersanyagok (pl. gyapot stb.) termesztésétől a textilgyártás összes műveletén át a konfekcionált késztermékek előállításáig. Sajnos az a helyzet, hogy a fejlődő országokban — ahova az olcsóbb divatcikkek gyártását a fejlett országok termeltetői előszeretettel kihelyezik — a munkások sok esetben nagyon rossz, sokszor egészségtelen és balesetveszélyes körülmények között és rendkívül alacsony munkabérért, munkaadóiknak messzemenően kiszolgáltatva dolgoznak. Ennek a helyzetnek a felszámolása a méltányos kereskedelem törekvése, annak szorgalmazásával, hogy a kereskedelembe lehetőleg olyan cikkek kerüljenek, amelyek eredete ismert és olyan országokból, gyártóktól származnak, ahol a munkavállalókkal tisztességesen, méltányosan bánnak. Az ilyen termékeken ezt a körülményt független szervezetekkel tanúsíttatják is és fel is tüntetik.

## Mennyiségek
Az Európai Unióban 1994-ben a számítások szerint a fair trade áruk teljes forgalma 175 millió euró volt; 1997-ben ez az érték az euró-régióban 200 és 250 millió euró között lehetett; 2001-ben pedig közel 500 milliós forgalmat becsültek.
A fair trade termékek forgalmának 30%-át a kávé teszi ki, ami az Európai Unió teljes kávéforgalmának 2%-a.

## Külső hivatkozások
- Az EFTA honlapja
- A méltányos kereskedelemmel foglalkozó magyar oldal
- Mi a méltányos kereskedelem, a fair trade? Európai Fair Trade boltok hálózata www.worldshops.org. Lefordítva és közzétéve a kiadó engedélyével. Fordította: Pap Kriszta
- B.Zs.: Fair trade, másodszor! (tudatosvasarlo.hu oldalon)
- tudatosvasarlo.hu
- A textil- és ruhaipar a fenntartható fejlődés szolgálatában